# ОШ „Сретен Младеновић Мика” Ниш
ОШ „Сретен Младеновић Мика” једна је од основних школа у Нишу. Налази се у улици Шабачка 20, у општини Палилула. Назив је добила по Сретену Младеновићу Мики, учеснику Народноослободилачке борбе и народном хероју Југославије. 

## Историјат
Основна школа „Сретен Младеновић Мика” је настала издвајањем од Основне школе „Бранко Миљковић” 10. фебруара 1982. године. Данас садржи три специјализоване учионице, осам кабинета, фискултурну салу, спортске терене и остале пратеће просторије. Наставу похађа око 380 ученика који уче енглески и италијански језик. Мисија школе је подстицање личног развоја ученика и наставника, развијање свести о правима и одговорностима, неговање основних принципа толеранције и прихватања различитости. Учествовали су у пројектима GIZ/BOSS, APREME & ITL, „Учење толеранције кроз енглески језик”, American Corner Niš, „Донација Новака Ђоковића”, DILS, „Развионица”, eTwinnin, ERASMUS+, „Еко хероји”, „Путеви вина”, „Стоп-сви на спорт”, „Планета Земља” и „Безбедно детињство”.

## Догађаји
Догађаји Основне школе „Сретен Младеновић Мика”:
- Савиндан
- Дан школе
- Дан екологије
- Дани отворених врата
- Дан пешачења
- Дан планете Земље
- Вукови дани
- Спортски дан
- Културни дан Кине
- Европски дан језика
- Међународни дан превенције злостављања и занемаривања деце
- Међународни дан жена
- Светски дан девојчица
- Светски дан Рома
- Светски дан књиге и ауторских права
- Светски дан оралног здравља
- Светски дан борбе против трговине људима
- Дечја недеља
- Европска недеља програмирања
- Жива библиотека
- Сајам књига у Нишу
- Сајам професионалне оријентације
- Радионица креативног писања „Патуљци, виле и змајеви”
- Радионица „Дечија права и обавезе”
- Конференција „Форум младих научника – подржи будућност”
- Манифестација „Песмом до осмеха”
- Манифестација „Наук није баук”